# Giáo hoàng Clêmentê X
Clêmentê X (Latinh: Clemens X) là vị giáo hoàng thứ 239 của giáo hội công giáo. Theo niên giám tòa thánh năm 1806 thì ông đắc cử Giáo hoàng năm 1670 và ở ngôi Giáo hoàng trong 6 năm 2 tháng 24 ngày.
Niên giám tòa thánh năm 2003 xác định ông đắc cử Giáo hoàng ngày 29 tháng 4 năm 1670, ngày khai mạc chức vụ mục tử đoàn chiên chúa là ngày 11 tháng 5 năm 1670 và ngày kết thúc triều đại của ông là ngày 22 tháng 7 năm 1676.
Giáo hoàng Clemens X sinh tại Rôma ngày 13 tháng 7 năm 1590 với tên thật Emilio Altieri. Ông được bầu làm Giáo hoàng một cách bất ngờ ở tuổi 80. Trên thực tế ông giao toàn bộ mọi công việc cho một người cháu của ông và người này thực hiện chính sách gia đình trị đáng hổ thẹn nhất cho nên đã tạo ra sự bất mãn trong giáo triều và dân chúng.
Ông can thiệp vào việc bầu chọn vua Ba Lan. Ông rất được yêu kính vì có lòng xác tín và vì chiến thắng quân Thổ Nhĩ Kỳ trong trận Chaezim. Clement hoàn toàn ủng hộ cuộc chiến chống lại người Ottoman.
Năm thánh 1675 được tiến hành dưới triều Giáo hoàng Clêmentê X (1670-1676) với việc tín hữu hành hương lần đầu tiên được vào trong Công trường Thánh Phêrô. Trước khi cử hành Năm Thánh 1675, Clêmentê X đã phong thánh cho vị thánh nữ đầu tiên của Nam Mỹ là Thánh Rose Lima, đồng thời cũng thiết lập Giáo phận đầu tiên của Bắc Mỹ là Giáo phận Québec. Vào thứ Năm Tuần Thánh của Năm Thánh 1675, Clêmentê X rửa chân cho 12 nông dân và mở tiệc cho 10.000 người ăn.